# 42-я стрелковая дивизия (1-го формирования)
42-я стрелковая дивизия — воинское соединение Вооружённых Сил СССР в Великой Отечественной войне.

## История формирования и боевой путь
Первое формирование дивизии, как «уровской», произошло в 1936 году в Белорусском ВО (Мозырский УР). В 1938 году в 1-й ОКА сформирован штаб новой 42-й дивизии, осуществлявший управление частями береговой обороны в районе Владимиро-Ольгинской ВМБ.

### Советско-финская война

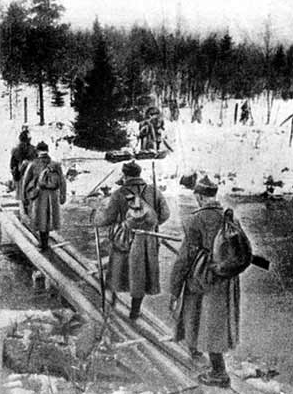
Карельский перешеек, 1940 г.

Ещё одно формирование, уже в качестве мотострелковой, с объединением трех десантных бригад, попытались осуществить 17 января 1940 года. 26 января в её состав был включён 459-й лёгкий мотострелковый полк, перебазированный из Пскова. Окончательно дивизия сформирована приказами СЗФ № 0205 и № 0206 от 4.02.40 г. в Ленинградском военном округе в районе Терийоки из отдельных стрелковых подразделений и строительных батальонов Карельского УРа. В феврале 1940 года участвовала в боях на советско-финском фронте в составе 34-го стрелкового корпуса. 25 февраля была передана в резерв 10-го стрелкового корпуса 7-й армии. За проявленные героизм и мужество большая группа красноармейцев и командиров дивизии была награждена орденами и медалями, в том числе 88 коммунистов и 79 комсомольцев.

### В составеЗападного особого военного округа
В июне 1940 года направлена в Эстонию в составе 19-го стрелкового корпуса 8-й армии, но уже в июле в качестве отдельного соединения переведена в Западный особый военный округ на смену 33-й стрелковой дивизии, в район Берёзы-Картузской. Весной 1941 года направлена в район Бреста. Перед дивизией, вошедшей в состав 28-го стрелкового корпуса 4-й армии, ставилась задача в случае начала военных действий развернуться на правом фланге Брестского района прикрытия № 4 на участке от Дрохичина до устья реки Пульва. К началу июня 1941 года дивизия не была укомплектована по полному штату и насчитывала около 8 тысяч человек (вместо предполагаемых 14 500 человек).

### В начале войны
К 22 июня 1941 года подразделения дивизии были рассредоточены в различных местах дисклокации Брестского района прикрытия. 459-й стрелковый полк, 472-й артиллерийский полк, 4-й артдивизион и 3-й медсанбат находились в районе Жабинки. Остальные подразделения базировались в Брестской крепости и её окрестностях.
Массированный артиллерийский удар нанесённый частями 4-й немецкой армии в 3 часа 15 минут утра 22 июня 1941 года по позициям 4-й армии внёс дезорганизацию в действия её частей. К местам сбора подразделения 42-й дивизии прорывались разрозненными группами, понеся в первые часы боёв значительные потери среди личного состава и утратив большую часть техники. Так, 393-й отдельный зенитно-артиллерийский дивизион вышел из крепости с тремя орудиями и без снарядов. В район Жабинки организованно удалось вывести до двух батальонов 44-го и 455-го полков (частью без оружия), а также 7 бронемашин и мотострелковую роту 84-го разведбата. Остальные уцелевшие бойцы и командиры дивизии вошли в состав сводных групп, занявших оборону в Брестской крепости, либо присоединились к сводному отряду военнослужащих 28-го стрелкового корпуса, численностью около трёх тысяч человек, который сражался на подступах к Жабинке вместе с танкистами 22-й танковой дивизии.
Остальные части 42-й дивизии, дислоцировавшиеся восточнее Бреста (459-й полк (без батальона) и 472-й артполк), занимали оборону на рубеже Жабинка — Хведковичи. 23 июня части дивизии отошли в район Кобрина и Берёзы-Картузской. В течение 25-27 июня дивизия, полностью лишившаяся артиллерии, совместно с другими частями 4-й армии, ведя сдерживающие бои, отходила в направлении Слуцк — Бобруйск и заняла позиции на восточном берегу реки Березина. В последующие дни в окрестностях Бобруйска остатки дивизии вели ожесточённые оборонительные бои. 1 июля дивизия занимала позиции в районе Журавичи, где получила пополнение в количестве тысячи человек. В начале июля для противодействия возможным действиям противника со стороны Бобруйска в северном направлении штаб фронта приказал организовать сплошную полосу заграждений на участке от реки Березина до реки Днепр на линии: Любаничи — Охотичи — Озераны — Шапчицы глубиною до 5 км. В качестве рабочей силы было решено привлечь отошедшие части 42-й дивизии, сформировав из неё отряды постройки и защиты заграждений, силою в батальон каждый, всего 3-4 отряда, не считая рабочих команд, которые набирались как из личного состава дивизии, так и из местного населения. Однако охватывающие фланговые удары немецких войск сорвали эти планы, а вся группировка войск 4-й армии оказалась в окружении. К 4 июля остаткам дивизии, полностью небоеспособным, удалось вырваться из «котла» и сосредоточиться в районе Горки — Выдрёнка. На этот момент в её составе насчитывалось до 4000 человек, из которых половина была «не обмундирована».

### ВСмоленском сражении
После доукомплектования дивизия (по-прежнему в составе 28-го стрелкового корпуса 4-й армии) заняла позицию во втором эшелоне советского Западного фронта в районе Пропойска. Однако быстрый прорыв немецких танковых групп через линию Днепра привёл к тому, что дивизия вновь оказалась под ударом: 15 июля 1941 года её подразделения были отброшены от Пропойска и оказались в окружении, а немецкая 4-я танковая дивизия взяла город.
Только 29 июля полковник М. Е. Козырь с группой штаба дивизии и штаба 44-го стрелкового полка вырвался из окружения, а уже 30 июля приказом по 21-й армии 42-я дивизия (фактически восстановленная заново) была подчинена штабу 21-го стрелкового корпуса, затем переподчинена 67-му стрелковому корпусу 21-й армии Центрального фронта.
В начале августа 1941 года 42-я дивизия передана в состав 3-й армии и участвовала в боях в Полесье. После оставления Полесья 42-я дивизия вновь оказалась в составе 67-го корпуса 21-й армии (теперь Брянского фронта)

### ВКиевском сражении
К 1 сентября 1941 года соединения 67-го корпуса развернулись на линии Оболонье — Рейментаровка — Жадово — Семёновка фронтом на восток и начали наступление против частей 2-й немецкой танковой группы. Но уже 2 сентября корпус попал под фланговый удар мотодивизии «Райх» и 1-й кавалерийской дивизии вермахта и начал отходить на исходные позиции. К исходу 12 сентября войска армии с боями отошли на линию Григоровка — Хвастовцы — Нежин. К 20-м числам сентября крупная группировка советских войск, включая 42-ю дивизию, оказалась запертой в киевском «котле». Только ценой больших потерь дивизии удалось избежать полного уничтожения, а её остаткам вырваться из окружения.
Расформирована 27 декабря 1941 года. Номер дивизии был присвоен новому воинскому соединению, формировавшемуся в это время в Приволжском военном округе (42-я стрелковая дивизия (2-го формирования)).

## Подчинение
- Ленинградский военный округ: 34-й стрелковый корпус; 7-я армия, 10-й стрелковый корпус.
- Прибалтийский военный округ: 8-я армия, 19-й стрелковый корпус.
- Западный особый военный округ: 4-я армия, 28-й стрелковый корпус.
- Западный фронт: 4-я армия, 28-й стрелковый корпус.
- Центральный фронт: 21-я армия, 21-й стрелковый корпус.
- Брянский фронт: 21-я армия, 67-й стрелковый корпус.

## Состав дивизии на 22 июня 1941 года
- 44-й стрелковый полк,
- 455-й стрелковый полк,
- 459-й стрелковый полк,
- 472-й артиллерийский полк,
- 17-й гаубичный артиллерийский полк,
- 4-й отдельный истребительно-противотанковый дивизион,
- 393-й отдельный зенитно-артиллерийский дивизион,
- 84-й отдельный разведывательный батальон,
- 262-й отдельный сапёрный батальон,
- 18-й отдельный батальон связи,
- 3-й медико-санитарный батальон,
- 35-я отдельная рота химической защиты,
- 158-й автотранспортный батальон,
- 9-я полевая хлебопекарня,
- 188-я полевая касса Госбанка.

## Командиры дивизии
- Лазаренко, Иван Сидорович (31.01.1940 — 02.07.1941), комбриг, с 4 июня 1940 г. генерал-майор
- Козырь, Максим Евсеевич (~ 10-07-1941 — 29-07-1941), полковник
- Гришин, Михаил Данилович (24.07.1941 —29.07.1941), полковник. Фактически в должность не вступил, а временно командовал 4-м воздушно-десантным корпусом.
- Жмаченко, Филипп Федосеевич (29.07.1941 — август 1941г), комбриг
- Васильев, Илья Васильевич ,генерал-майор (сентябрь — октябрь 1941 г.)[8]

## Воины дивизии
- Гаврилов, Пётр Михайлович — майор, командир 44-го стрелкового полка, Герой Советского Союза.
- Спиряков, Иван Фёдорович — лейтенант, командир взвода связи дивизиона 17-го гаубичного артиллерийского полка, Герой Советского Союза.
- Шилов, Александр Васильевич — младший лейтенант, командир взвода 455-го стрелкового полка, Герой Советского Союза.